# 혼란형 조현병
혼란형 조현병(Disorganized schizophrenia) 또는 파과병(Hebephrenia), 파과형 조현병(Hebephrenic schizophrenia)은 조현병(정신분열증)의 한 종류로, 혼란된(disorganized) 사고와 언어를 특징으로 한다. hebe라는 희랍어는 젊은이와 사춘기를 의미하고 phren은 정신을 의미하는데, 주로 15~25세쯤에 발병하는 경향이 있다. 과거 조발성(早發性) 치매로도 불렸다.
종잡을 수 없는 비논리적 사고와 지리멸렬한 언어를 특징으로 하며, 감정의 둔화가 진행되어 사회적 단절과 고립이 심화된다. 편집성 조현병과 비교했을 때 망상과 환각 증세는 없거나 약하게 나타나는 편이지만 단편적인 여러 환각들과 체계적이지 않은 망상을 보일 수 있다. 기이한 행동이나 몸짓을 보이기도 한다.
발병 후 음성증상이 급속히 발전하여 심각한 사회적 단절을 초래하므로 일반적으로 예후는 불량하다.

## 발현
파과병(破瓜病, hebephrenia)으로도 알려져 있다. 영문명은 그리스어로 '청소년(adolescence)'을 뜻하며 고대 그리스의 젊음의 여신(goddess of youth)이자 해라(Hera)의 딸인 '헤베(ἥβη, hḗbē)'에서 유래하였다. 한자명 '파과병'의 '파과(破瓜)' 역시 여성 청소년을 의미하는 한자어이다. 이는 표면상 용어는 청소년기 현저한 증상 발현을 의미한다.
주요 특성은 와해된 행동과 발언(disorganized behavior and speech)으로(형식적 사고장애(formal thought disorder)를 참조), 연관성 저하(loosened association), 언어착란(schizophasia) 혹은 "말비빔(word salad)", 둔마된 정동(flat affect) 혹은 부적절한 정동(inappropriate affect)이다. 게다가 정신과의사들은 긴장성 조현병(catatonic schizophrenia) 증상을 베재시켜야 한다.

가장 현저한 특징은 편집성 조현병(paranoid schizophrenia)에서 보이는 망상(delusion)이나 환각(hallucination)이 아니라, 파편화된 망상(fragmentary delusion), 즉 비체계적(unsystemized)이고 심기증 성향도 보이는(hypochondriacal) 망상이다. 환각이 나타나기도 한다. 혼란형 조현병 환자는 행동 와해(behavioral disorganization)를 경험하기도 한다. 이는 샤워나 식사 등의 일상 행동들을 수행하는 능력을 저해하기도 한다.
이들의 감정 반응은 기이하거나 부적절할 때가 있다. 부적절한 표정 반응이 흔히 나타나며, 부적절한 웃음이 터지는 등 행동이 어리석다(silly)고 보일 때가 있다. 때때로 감정 결여가 동반된다. 예를 들어, 기쁨의 감정이 결여되는 무쾌감증(anhedonia)이나 동기가 결여되는 무욕증(avolition) 등을 보인다. 이러한 특징 중 일부는 다른 유형의 조현병에서도 보이지만, 혼란형 조현병에서 가장 두드러지게 나타난다.

## 치료
이런 유형의 조현병은 보통 15-25세 사이의 이른 시기에 발병하며 부적 증상의 발전과 사회 기능(social functioning) 저하로 인하여 예후(prognosis)가 좋지 않다.
전기 경련 요법(electroconvulsive therapy)을 주로 사용한다. 그러나 치료 효과에 대해서는 의문이 제기된다.

## 같이 보기
- 긴장증
- 조현병